# Harold Bergman
Harold Everett Bergman (Milwaukee, 19 aprile 1919 – Miami, 1º febbraio 2019) è stato un attore e stuntman statunitense.

## Biografia
Bergman, più che per le sue doti di attore, divenne noto per le sue doti di stuntman. Nel corso della sua carriera partecipò a numerosi film e serie tv, anche se sempre in ruoli secondari. Lavorò anche in Italia, a fianco di Bud Spencer e Terence Hill in alcuni film: Miami Supercops (I poliziotti dell'8ª strada), Non c'è due senza quattro, Superfantagenio, Nati con la camicia e Poliziotto superpiù. Apparve anche in telefilm come Dawson's Creek e Miami Vice. Tra i suoi ruoli nel cinema, particolarmente rilevante fu quello in Countdown dimensione zero. Bergman è morto il 1º febbraio 2019 a Miami, quasi centenario.

## Filmografia parziale

### Cinema
- Countdown dimensione zero (The Final Countdown), regia di Don Taylor (1980)
- Poliziotto superpiù, regia di Sergio Corbucci (1980)
- Nobody's Perfekt, regia di Peter Bonerz (1981)
- Gorilas a todo ritmo, regia di Josi W. Konski (1981)
- Cane e gatto, regia di Bruno Corbucci (1983)
- Nati con la camicia, regia di E.B. Clucher (1983)
- Nudi in paradiso (A Night in Heaven), regia di John G. Avildsen (1983)
- Harry & Son, regia di Paul Newman (1984)
- Non c'è due senza quattro, regia di E.B. Clucher (1984)
- Cocoon - L'energia dell'universo (Cocoon), regia di Ron Howard (1985)
- Passaggio per il paradiso (The Heavenly Kid), regia di Cary Medoway (1985)
- Miami Supercops (I poliziotti dell'8ª strada), regia di Bruno Corbucci (1985)
- The Whoopee Boys - giuggioloni e porcelloni (The Whoopee Boys), regia di John Byrum (1986)
- Superfantagenio, regia di Bruno Corbucci (1986)
- Una signora chiamata presidente (Whoops Apocalypse), regia di Tom Bussmann (1986)
- Cocoon - Il ritorno (Cocoon: The Return), regia di Daniel Petrie (1988)
- Cercasi un colpevole disperatamente (Off and Running), regia di Ed Bianchi (1991)
- Il giorno del perdono (Le Grand Pardon II), regia di Alexandre Arcady (1992)
- Ricordando Hemingway (Wrestling Ernest Hemingway), regia di Randa Haines (1993)
- Benvenuti a Radioland (Radioland Murders), regia di Mel Smith (1994)
- Wreckage, regia di Manuel Montenegro (1994)
- Exit, regia di Ric Roman Waugh (1996)

### Televisione
- The Ordeal of Dr. Mudd - film TV (1980)
- Gloria Vanderbilt - film TV (1982)
- Miami Vice - serie TV, 2 episodi (1984-1985)
- L'uomo che volevo (Roxanne: The Prize Pulitzer) - film TV (1989)
- Detective Stryker (B.L. Stryker) - serie TV, 1 episodio (1989)
- Prova d'innocenza (Somebody Has to Shoot the Picture) - film TV (1990)
- American Playhouse - serie TV, 1 episodio (1991)
- I misteri della laguna (Swamp Thing) - serie TV, 1 episodio (1992)
- Il prezzo della verità (A Mother's Right: The Elizabeth Morgan Story) - film TV (1993)
- Key West - serie TV, 1 episodio (1993)
- Matlock - serie TV, 1 episodio (1993)
- Miami Beach (South Beach) - serie TV, 1 episodio (1993)
- Moon Over Miami - serie TV, 1 episodio (1993)
- Staying Afloat - film TV (1993)
- Dawson's Creek - serie TV, 1 episodio (2000)

## Doppiatori italiani
- Mario Lombardini in Poliziotto superpiù, Cane e gatto
- Sandro Iovino in Nati con la camicia
- Ferruccio Amendola in Non c'è due senza quattro
- Gianni Marzocchi in Miami Supercops - I poliziotti dell'8ª strada